# Rapido (fleuve)
Pour les articles homonymes, voir Rapido.
Le Gari ou Rapido est une petite rivière (environ 40 km) de la province de Frosinone qui rejoint le Liri avec lequel il constitue le Garigliano. Il prend sa source vers la frontière entre le Latium et le Molise, dans le massif des Mainarde et ses eaux abondantes traversent le territoire de Sant'Elia Fiumerapido.
À partir de là, son débit augmente lorsqu’il change de nom pour devenir le Gari jusqu’à atteindre les environs de la ville de Cassino.
C’est un cours d’eau au débit important (en moyenne 25 m3/s, minimum absolu 10 m3/s) et constant, riche en roches karstiques.